# L'occhio dell'airone
L'occhio dell'airone (The Eye of the Heron) è un romanzo di fantascienza dell'autrice statunitense Ursula K. Le Guin, pubblicato per la prima volta nella raccolta Millennial Women curata da Virginia Kidd nel 1978. La prima edizione italiana è del 1982 nella raccolta Le donne del millennio tradotta da Roberta Rambelli per Editrice Nord.
Il titolo fa riferimento a un animale immaginario del pianeta Victoria che i primi coloni chiamarono airone a causa di alcune somiglianze superficiali con l'airone terrestre.

## Trama
Sul pianeta Victoria sono arrivate dalla Terra due ondate di coloni, in un primo momento sono sbarcate due navi prigione che fondano una società molto aggressiva ed autoritaria, successivamente arriva sul pianeta una nave di esiliati politici facenti parte di un movimento pacifista cui è stato concesso di emigrare.
Il rapporto già complicato tra i discendenti dei prigionieri che abitano nella città e i discendenti degli esuli politici che lavorano come agricoltori nell'insediamento adiacente peggiora drasticamente quando un gruppo di questi ultimi decide di emigrare per stabilire una nuova città in una valle più lontana.

## Edizioni
- L'occhio dell'airone in Le donne del millennio, trad. di Roberta Rambelli, SF Narrativa d'Anticipazione 30, Editrice Nord, 1982, p. 206.
- L'occhio dell'airone, trad. di Roberta Rambelli, Elèuthera, 1987, p. 206.